# Hartwig von Bülow (Generalmajor)

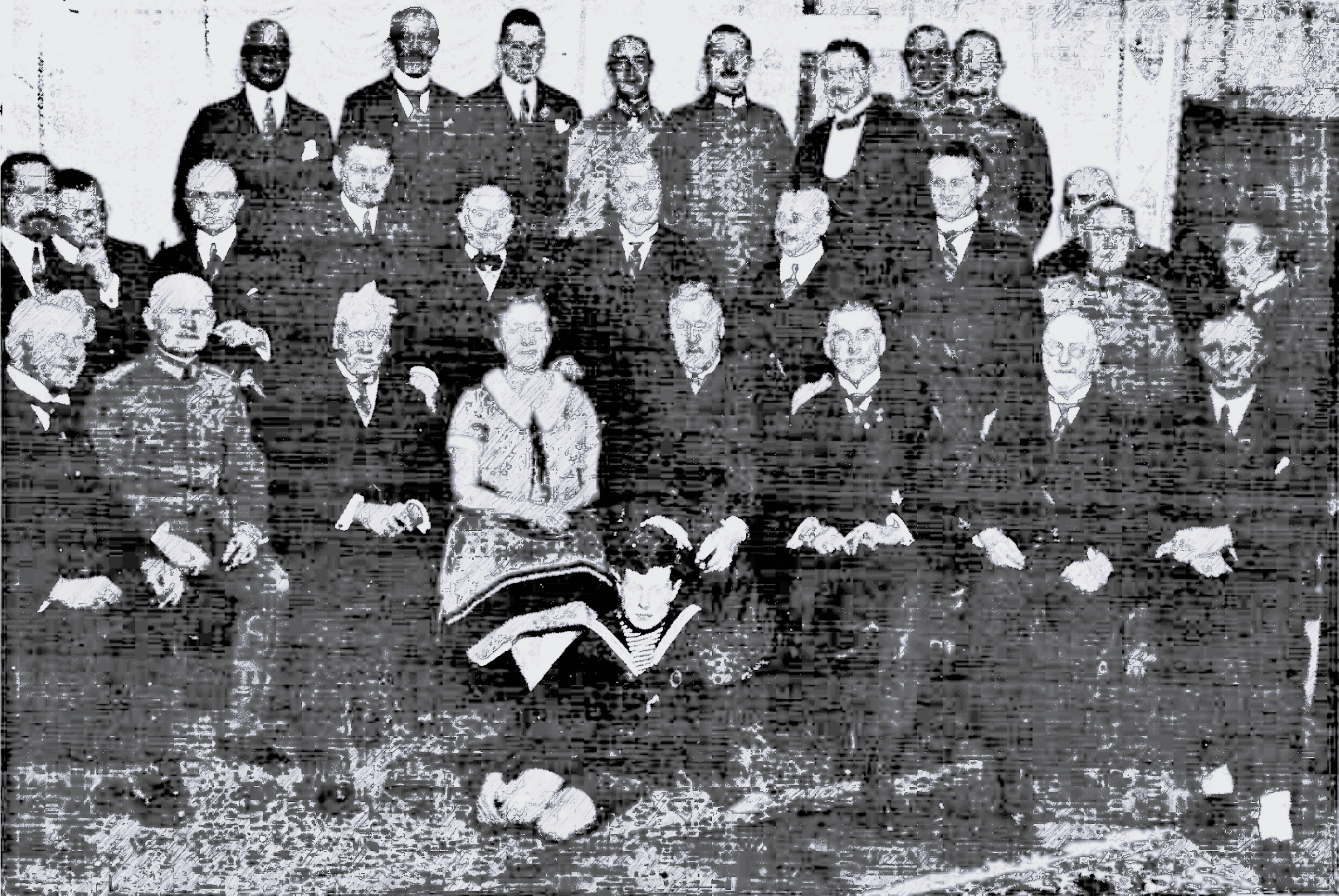
Empfang Hugo Eckeners am 4. November 1925 zu den sog. Zeppelin-Eckener Tagen in Lübeck. (Vordere Reihe v. links: Direktor Möller, Oberst v. Bülow)

Hartwig Wilhelm Anton von Bülow (* 12. September 1871 in Stavenhagen; † 8. Februar 1939 in Blankenburg) war ein deutscher Generalmajor der Reichswehr.

## Leben
Er entstammte dem mecklenburgischen Uradelsgeschlecht derer von Bülow und war dritte Kind des mecklenburgischen Oberlanddrostes Friedrich von Bülow (1835–1922) und dessen Ehefrau Anna von Bülow.
Nach der Schulausbildung trat Bülow 1891 als Fahnenjunker in das Großherzoglich Mecklenburgische Füsilier-Regiment „Kaiser Wilhelm“ Nr. 90 der Preußischen Armee ein. Im weiteren Verlauf seiner Militärkarriere nahm er am Ersten Weltkrieg teil und wurde mehrfach ausgezeichnet. Neben beiden Klassen des Eisernen Kreuzes erhielt er u. a. das Ritterkreuz des Königlichen Hausordens von Hohenzollern mit Schwertern sowie das Ritterkreuz des Ordens der Württembergischen Krone mit Schwertern. Im Oktober 1919 in die Reichswehr übernommen, stieg Bülow hier am 1. Februar 1923 zum Oberst auf und kommandierte ab 1. Januar 1925 das 6. Infanterie-Regiment. Am 30. November 1926 schied er unter Verleihung des Charakters als Generalmajor aus dem aktiven Militärdienst.
1895 heiratete er in Hamburg Frieda, geborene Braband. Aus dieser Ehe gingen vier Kinder hervor. Seine Ehefrau starb während eines Aufenthaltes in Oberhof 1914. Daraufhin schloss Bülow 1926 in Berlin mit Hildegard von Tilly eine zweite Ehe. Eberhard von Bülow (* 1927) ist der einzige Sohn dieser zweiten Ehe.